# Nasti
Nasti er en plantebevægelse, hvis retning er bestemt af den anatomi, som den bevægende del har. Det er altså ikke afgørende, hvorfra påvirkningen kommer, og den har kun den funktion at igangsætte den forud fastlagte bevægelse. Nastier kan være forholdsvis hurtige og i visse tilfælde også reversible. Ofte henter bevægelsen sin drivkraft i ændrede turgorforhold. 

## Overblik over forskellige nastier
- Seismonasti: Reaktion på rystelse eller berøring (f.eks. Mimose)
- Kemonasti: Reaktion på kemiske kemiske ændringer (f.eks. Soldug)
- Termonasti: Reaktion på varme (åbning og lukning af f.eks. Krokusblomster)
- Fotonasti: Reaktion på lysændringer ("sovende" blade hos Kløver ved afstenstid)